# Інвуд (Айова)
Інвуд (англ. Inwood) — місто (англ. city) в США, в окрузі Лайон штату Айова. Населення — 928 осіб (2020).

## Географія
Інвуд розташований за координатами 43°18′33″ пн. ш. 96°26′6″ зх. д. / 43.30917° пн. ш. 96.43500° зх. д. (43.309296, -96.435079).  За даними Бюро перепису населення США в 2010 році місто мало площу 3,46 км², уся площа — суходіл.

## Демографія
Згідно з переписом 2010 року, у місті мешкало 814 осіб у 341 домогосподарстві у складі 236 родин. Густота населення становила 235 осіб/км².  Було 373 помешкання (108/км²).
Расовий склад населення:
| - 97,9 % — білих - 0,1 % — корінних американців - 0,1 % — азіатів - 1,2 % — осіб інших рас |

До двох чи більше рас належало 0,6 %. Частка іспаномовних становила 1,4 % від усіх жителів.
За віковим діапазоном населення розподілялося таким чином: 21,9 % — особи молодші 18 років, 53,4 % — особи у віці 18—64 років, 24,7 % — особи у віці 65 років та старші. Медіана віку мешканця становила 41,3 року. На 100 осіб жіночої статі у місті припадало 96,1 чоловіків;  на 100 жінок у віці від 18 років та старших — 92,7 чоловіків також старших 18 років.
Середній дохід на одне домашнє господарство  становив 53 805 доларів США (медіана — 44 886), а середній дохід на одну сім'ю — 64 268 доларів (медіана — 60 577). За межею бідності перебувало 5,6 % осіб, у тому числі 7,9 % дітей у віці до 18 років та 6,1 % осіб у віці 65 років та старших.
Цивільне працевлаштоване населення становило 364 особи. Основні галузі зайнятості: освіта, охорона здоров'я та соціальна допомога — 30,2 %, виробництво — 14,6 %, фінанси, страхування та нерухомість — 7,4 %, роздрібна торгівля — 6,9 %.